# Marcelo Romero
Marcelo Romero, né le 4 juillet 1976 à Montevideo, est un footballeur international uruguayen évoluant au poste de milieu de terrain. 
Entre 1995 et 2004, il est appelé 25 fois en sélection nationale et participe aux Copa América 1997 et 1999 ainsi qu'à la Coupe du monde 2002.

## Biographie

### Entraîneur
Le 28 décembre 2016, il devient entraîneur du Málaga CF en remplacement de Juande Ramos dont il était l'assistant. Il est démis de ses fonctions le 7 mars 2017 et il est remplacé par Míchel.

## Palmarès
| Compétitions internationales      | Compétitions nationales |
| - Copa América - Finaliste : 1999 | - Championnat d'Uruguay (2) - Champion : 1997, 1999 - Vice-champion : 1994, 1998, 2000 - Coupe Intertoto (1) - Vainqueur : 2002 |